# Flavià (prefecte)
|  | Per a altres significats, vegeu «Flavià (prefecte d'Itàlia 431-432)». |

Flavià (en llatí Flavianus) va ser un dels prefectes del pretori sota Alexandre Sever que el va nomenar en ser proclamat emperador, juntament amb Crest (Chrestus) l'any 222.
Era un militar i un administrador força hàbil igual que Crest, però llavors l'emperador a petició de Júlia Mamea va nomenar Ulpià nominalment com a col·lega però en la pràctica com a cap, i els dos pretorians van començar a conspirar. Descoberts, Flavià i Crest van ser executats i Ulpià esdevingué prefecte únic (vers el 227).